# NGC 4733
NGC 4733 је елиптична галаксија у сазвежђу Девица која се налази на NGC листи објеката дубоког неба.
Деклинација објекта је + 10° 54' 43" а ректасцензија 12h 51m 6,7s. Привидна величина (магнитуда) објекта NGC 4733 износи 11,7 а фотографска магнитуда 12,7. Налази се на удаљености од 14,9000 милиона парсека од Сунца. NGC 4733 је још познат и под ознакама UGC 7997, MCG 2-33-28, CGCG 71-54, VCC 2087, PGC 43516.